# Mösberg
Mösberg ist eine Einöde im Markt Pfeffenhausen im Landkreis Landshut (Niederbayern).

## Geographie
Der Hof liegt im Hopfenanbaugebiet Hallertau westlich von Pfeffenhausen.

## Geschichte
Mösberg gehörte zur Gemeinde Niederhornbach. Am 1. Mai 1978 wurde diese Gemeinde in den Markt Pfeffenhausen eingegliedert.